# دی‌وچ‌کا
دی‌وُچ‌کا (انگلیسی: DeVotchKa) یک گروه موسیقی چهارنفره آمریکایی است که نام خود را از واژهٔ روسی «دی‌وُچکا» (روسی: девочка) به معنای «دختر» می‌گیرد. اعضای این گروه که در شهر دِنوِر سکونت دارند، عبارتند از:
- نیک یوراتا: خواننده، نوازندهٔ ترمین، گیتار، پیانو، ترومپت و بوزوکی
- تام هاگرمن: نوازندهٔ ویولن، آکوردئون و پیانو
- جینی شرودر: خواننده و نوازندهٔ سوسافون، کنترباس و فلوت
- شان کینگ: نوازندهٔ پرکاشن و ترومپت